# Бейка-де-Жос
Бейка-де-Жос (рум. Beica de Jos) — село у повіті Муреш в Румунії. Адміністративний центр комуни Бейка-де-Жос.
Село розташоване на відстані 274 км на північ від Бухареста, 27 км на північний схід від Тиргу-Муреша, 91 км на схід від Клуж-Напоки, 135 км на північний захід від Брашова.

## Населення
За даними перепису населення 2002 року у селі проживала 851 особа.
Національний склад населення села:
| Національність | Кількість осіб | Відсоток |
| -------------- | -------------- | -------- |
| цигани         | 397            | 46,7%    |
| угорці         | 261            | 30,7%    |
| румуни         | 193            | 22,7%    |

Рідною мовою назвали:
| Мова      | Кількість осіб | Відсоток |
| --------- | -------------- | -------- |
| румунська | 528            | 62,0%    |
| угорська  | 261            | 30,7%    |
| циганська | 62             | 7,3%     |